# Брук (Індіана)
Брук (англ. Brook) — місто (англ. town) в США, в окрузі Ньютон штату Індіана. Населення — 939 осіб (2020).

## Географія
Брук розташований за координатами 40°51′58″ пн. ш. 87°21′57″ зх. д. / 40.86611° пн. ш. 87.36583° зх. д. (40.866097, -87.365722).  За даними Бюро перепису населення США в 2010 році місто мало площу 1,74 км², з яких 1,72 км² — суходіл та 0,02 км² — водойми.

## Демографія
Згідно з переписом 2010 року, у місті мешкало 997 осіб у 383 домогосподарствах у складі 274 родин. Густота населення становила 573 особи/км².  Було 422 помешкання (242/км²).
Расовий склад населення:
| - 92,1 % — білих - 0,7 % — корінних американців - 0,2 % — вихідців з тихоокеанських островів - 0,2 % — азіатів - 0,1 % — чорних або афроамериканців - 5,9 % — осіб інших рас |

До двох чи більше рас належало 0,8 %. Частка іспаномовних становила 10,0 % від усіх жителів.
За віковим діапазоном населення розподілялося таким чином: 24,8 % — особи молодші 18 років, 58,0 % — особи у віці 18—64 років, 17,2 % — особи у віці 65 років та старші. Медіана віку мешканця становила 40,5 року. На 100 осіб жіночої статі у місті припадало 94,0 чоловіків;  на 100 жінок у віці від 18 років та старших — 94,8 чоловіків також старших 18 років.
Середній дохід на одне домашнє господарство  становив 51 055 доларів США (медіана — 41 827), а середній дохід на одну сім'ю — 60 432 долари (медіана — 53 472). Медіана доходів становила 42 417 доларів для чоловіків та 31 719 доларів для жінок. За межею бідності перебувало 19,5 % осіб, у тому числі 20,3 % дітей у віці до 18 років та 8,4 % осіб у віці 65 років та старших.
Цивільне працевлаштоване населення становило 424 особи. Основні галузі зайнятості: освіта, охорона здоров'я та соціальна допомога — 26,4 %, виробництво — 22,6 %, сільське господарство, лісництво, риболовля — 10,6 %, будівництво — 8,5 %.